# Victoria Village
Victoria Village es una villa de Trinidad y Tobago, que forma parte de la ciudad de San Fernando.

## Geografía
La villa abarca parte de la isla Trinidad y limita al norte con Pleasantville, al sur con Duncan Village (localidad perteneciente a la región de Penal-Debe), al este con Corinth (localidad perteneciente a la región de Princes Town) y al oeste con Les Efforts West.

## Demografía
Datos demográficos de la villa de Victoria Village:
| Gráfica de evolución demográfica de Victoria Village entre 2000 y 2011 |
|                                                                        |